# Carl Charlier

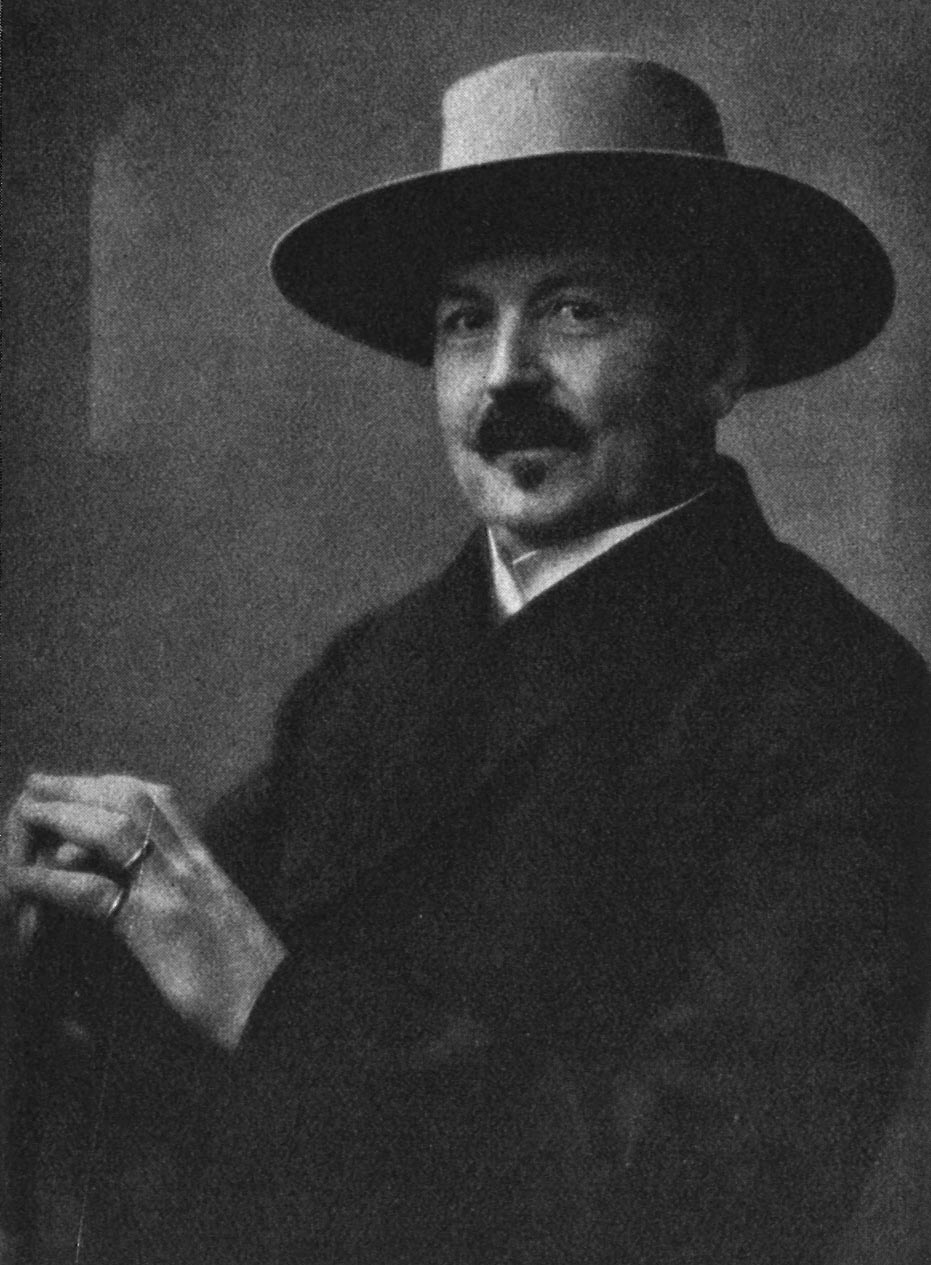
Carl Charlier 1923

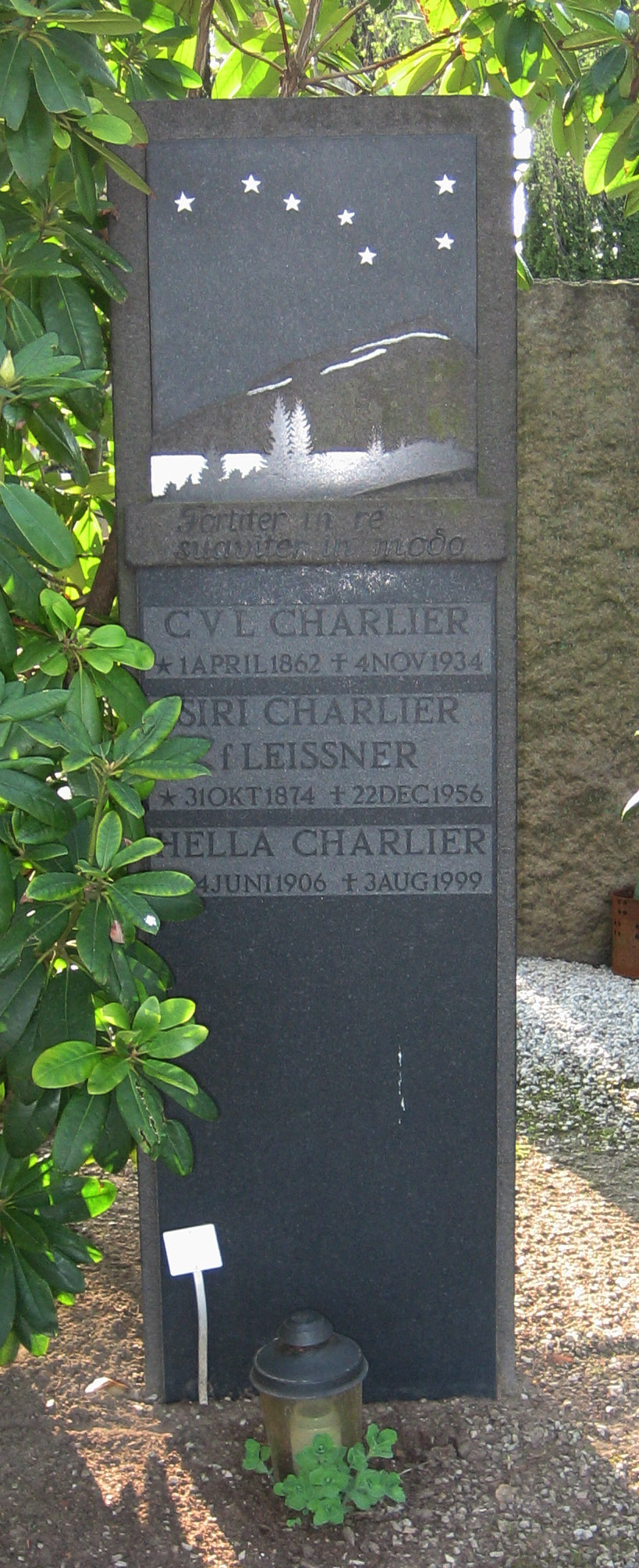
Charliers Grab in Lund

Carl Vilhelm Ludwig Charlier (* 1. April 1862 in Östersund; † 5. November 1934 in Lund) war ein schwedischer Astronom.

## Leben
Charlier erhielt seinen Doktortitel der Wissenschaften (Ph.D.) von der Universität Uppsala im Jahr 1887 mit der Schrift Untersuchung über die allgemeinen Jupiter-Störungen des Planeten Thetis. Er blieb dann dort noch einige Zeit, wechselte dann zur Universität Stockholm, bevor er 1897 Professor für Astronomie und Direktor des Alten Observatoriums der Universität Lund wurde.
Er wurde bekannt für seine statistischen Studien über die Sterne unserer Galaxie, ihre Positionen und ihre Bewegungen. Aus allem versuchte er ein Modell unserer Galaxie zu entwickeln.

## Ehrungen
- 1923 Mitglied der Königlich Dänischen Akademie der Wissenschaften
- 1924 James Craig Watson Medal
- 1933 Bruce Medal

Weiterhin wurden ein Mondkrater und ein Marskrater nach ihm benannt, ebenso wie der Asteroid (8677) Charlier.

## Veröffentlichungen
- Carl Ludwig Charlier: Die Mechanik des Himmels, 1902–1907, Leipzig : Veit, (zwei Bände) (2. Auflage in 1927)